# غونار ستين جونسون
غونار ستين جونسون مواليد 4 مايو 1987 في أكوريري، هو لاعب كرة يد أيسلندي يلعب كوسط مدافع. يلعب حاليا مع نادي غومرسباخ لكرة اليد ويحمل الرقم 10. مثل منتخب آيسلندا لكرة اليد.

## سجل المنافسة
شارك في البطولات التالية:
- بطولة العالم لكرة اليد للرجال 2015
- بطولة أوروبا لكرة اليد للرجال 2014

## روابط خارجية
- غونار ستين جونسون على موقع الاتحاد الأوروبي لكرة اليد (الإنجليزية)